# Albatros L 59
L'Albatros L 59 era un monomotore da turismo ad ala bassa, realizzato in un solo esemplare dall'azienda tedesca Albatros Flugzeugwerke GmbH negli anni venti.

## Storia del progetto

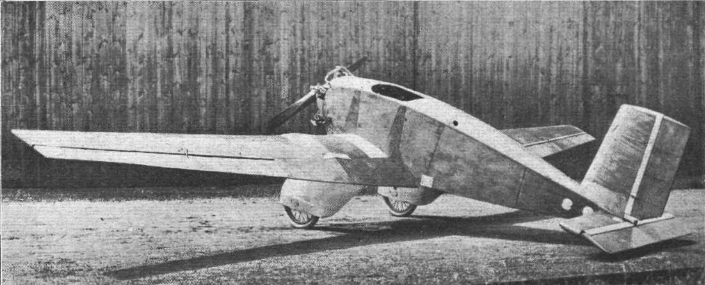
Vista laterale

Con il termine della prima guerra mondiale e la ratifica del Trattato di Versailles da parte delle nazioni che vi avevano partecipato, l'aviazione dell'oramai smembrato Impero tedesco era stata drasticamente ridotta ed i voli, dopo che inizialmente vennero vietati, ripresero solo dopo qualche tempo limitatamente ai servizi di trasporto civile. La timida rinascita del mercato dell'aviazione nella neofondata Repubblica di Weimar indusse alcune aziende a sviluppare nuovi modelli da destinare al mercato dell'aviazione generale.
L'Albatros incaricò il proprio ufficio tecnico di disegnare un modello adatto allo scopo. Per poter competere con le altre aziende concorrenti venne pianificato un progetto che si sviluppasse da una base comune, un monoposto, identificato come L 59, adatto per il volo turistico ed un biposto, identificato come L 60, che aveva una maggior duttilità ed adatto per la sua conformazione anche ad essere utilizzato come aereo da addestramento.
Il monoposto L 59 era caratterizzato da una fusoliera a sezione rettangolare dotata di un singolo abitacolo aperto, che terminava posteriormente in un classico impennaggio di coda monoderiva. L'ala era montata bassa a sbalzo, collegata nella parte inferiore ad un largo carrello d'atterraggio fisso "a pantalone". Adatto ad essere motorizzato con propulsori da bassa potenza, attorno ai 60 hp, il gruppo motoelica era posizionato all'apice anteriore della fusoliera in configurazione traente.
L'unico esemplare realizzato, WerkNr. 10007, venne portato in volo per la prima volta nel corso del 1923 quindi immatricolato D-632.

### Riviste
- (EN) The Albatros Sporting Types L.59 and L.60, in Flight, 23 settembre 1923. URL consultato il 14 febbraio 2013.